# ناهض حتر
ناهض حتر (۱۹۶۰ – ۲۵ سپتامبر ۲۰۱۶) نویسنده و کارتونیست و فعال سیاسی مشهور اردنی بود که مقابل دادگاهی در امّان ترور شد وی پیش‌از این و در سال ۱۹۹۸ میلادی نیز هدف ترور قرار گرفت که آن سوءقصد نافرجام ماند. دادستان کل امان اتهامات این نویسنده چپ‌گرا را «اهانت به عقاید دینی» و «برانگیختن اختلافات مذهبی» اعلام کرده بود.

## زندگی‌نامه
حتر دانش‌آموختهٔ فلسفه و تفکر سلفی معاصر از دانشکدهٔ علوم اجتماعی و فلسفهٔ دانشگاه اردن بود. او صریح الهجه‌ترین حامی بشار اسد رئیس‌جمهور سوریه در اردن بود.

## ترور
حتر قرار بود به خاطر انتشار کاریکاتوری که در صفحه فیس‌بوکش منتشر کرده بود در آن زن زعم افراط‌گرایان به خدا توهین شده بود مورد محاکمه قرار بگیرد، او پیش از محاکمه یک ماه در بازداشت بود که با قرار وثیقه آزاد گشته بود. او پیش از رسیدن به دادگاه و در مقابل به آن با شلیک ۳ گلوله به قتل رسید. قاتل در پی شلیک‌ها توسط نیروهای امنیتی بازداشت شد.